# Eurosolar

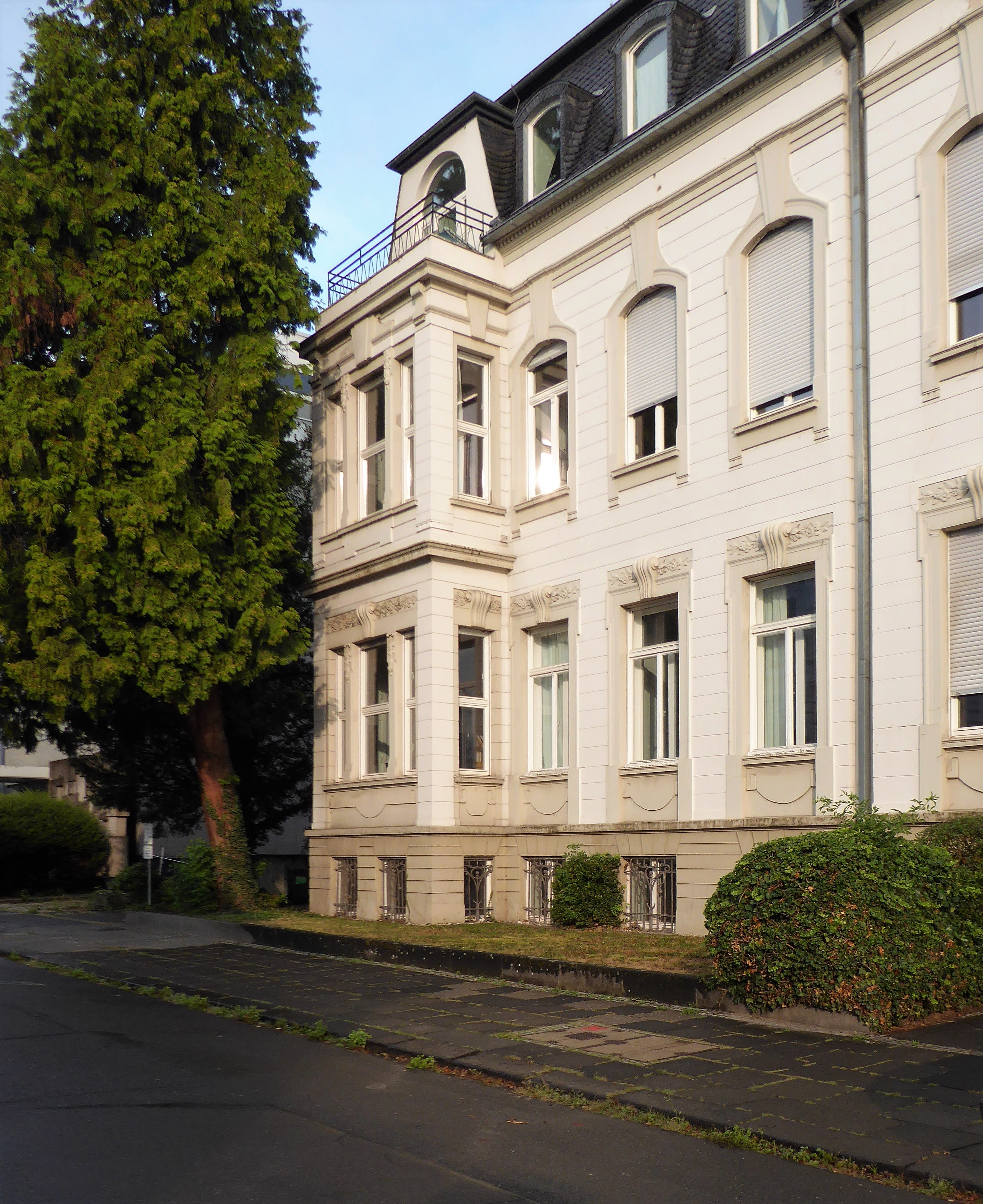
Eurosolar-Geschäftsstelle in Bonn (2018)

Eurosolar – Europäische Vereinigung für Erneuerbare Energien e. V. (Eigenschreibweise: EUROSOLAR) ist ein deutscher Verein mit Sitz in Bonn. Der Verein führt Sektionen in 13 Ländern (Bulgarien, Dänemark, Deutschland, Georgien, Italien, Luxemburg, Österreich, Russland, Spanien, Tschechien, Türkei, Ukraine und Ungarn).

## Ausrichtung und Geschichte
Das Anliegen ist die Förderung der Einführung erneuerbarer Energien in allen ihren Formen, auf politischem und wirtschaftlichem Gebiet sowie in der Öffentlichkeit. Ziel ist die Ablösung fossiler und nuklearer Energien durch ein solares Energie-Zeitalter. Der Verein ist überparteilich, gemeinnützig und wirkt auf internationaler Ebene mit 13 Sektionen. Mitglieder bei Eurosolar (deutsche Sektion) sind ca. 2800 natürliche Mitglieder, ca. 180 Fördermitglieder und ca. 400 juristische Mitglieder (Vereine, Institutionen, Bundesländer, Landkreise, Kommunen, Städte und Firmen).
Solarzeitalter – Politik, Kultur und Ökonomie Erneuerbarer Energien ist Organ des Verbandes und gleichzeitig eine Publikumszeitschrift (vierteljährlich, Auflage: 4.000 Stück, ISSN 0937-3802).
Der Verein wurde 1988 auf Initiative des SPD-Politikers und späteren Trägers des Right Livelihood Award Hermann Scheer gegründet. Erste Geschäftsführerin war seine Ehefrau, Irm Pontenagel. Scheer war bis zu seinem Tod am 14. Oktober 2010 Präsident von Eurosolar. Im April 2011 wurde Hermann Scheer posthum zum Ehrenpräsidenten ernannt.
Der Verein ist Veranstalter zahlreicher Impulskonferenzen und Konferenzserien, zum Beispiel:
- Biomasse-Konferenz Der Landwirt als Energie- und Rohstoffwirt
- Europäische Konferenz Solarenergie in Architektur und Stadtplanung
- Konferenz Stadtwerke mit Erneuerbaren Energien[11]
- Konferenzreihe zur Speicherung Erneuerbarer Energien (IRES)[12][13]
- Weltforum für Erneuerbare Energien

Daneben betreibt der Verein intensive Lobbyarbeit in den nationalen Parlamenten Europas sowie auf EU-Ebene. 2001 initiierte Eurosolar die Gründung des Weltrats für Erneuerbare Energien (World Council for Renewable Energy – WCRE) als weltweite Dachorganisation. Gemeinsam mit dem WCRE stand Eurosolar Pate bei Initiierung und Gründung der Internationalen Agentur für Erneuerbare Energien (IRENA), der inzwischen 136 Staaten beigetreten sind (Stand Juni 2009).
Eurosolar ist Mitglied des Grünen Strom Label e. V., der das gleichnamige Gütesiegel für Ökostrom-Angebote vergibt.

„[…] EUROSOLAR ist keine Lobby, kein Bundesverband mittelständischer Innovatoren, es ist keine politische Partei, keine Anwaltskanzlei für Energiefragen, keine PR-Agentur, keine Infozentrale für Solarunternehmer und keine Bundeszentrale für solare Bildung – sondern alles dies. Als Organisation steht EUROSOLAR quer zu der gängigen soziologischen Trennung der Systeme von Politik, Ökonomie und Wissenschaft […] und seine Aktivitäten reichen von handwerklicher Spezialexpertise bis hin zur Aufklärung über die „gesamtgesellschaftliche, ja weltzivilisatorische“ Aufgabe, die in diesem Jahrhundert bewältigt werden muss – so schreibt es Hermann Scheer. Es ist eine Organisation, die zu ihrem Gründer passt. Eine Aufklärungsagentur, theoretisch wie praktisch, gelehrt wie frech, zwischen den Erkenntnissen Naturwissenschaft und der Idee einer guten Gesellschaft vermittelnd. Ein Organ der Neuen Zeit, einer der Knotenpunkte in einem globalen Netzwerk, in dem die Zukunft einer neuen Epoche vorbereitet wird.“

Der Verein war beim Deutschen Bundestag in der „Öffentliche Liste über die Registrierung von Verbänden und deren Vertretern“ registriert.

## Deutscher und Europäischer Solarpreis

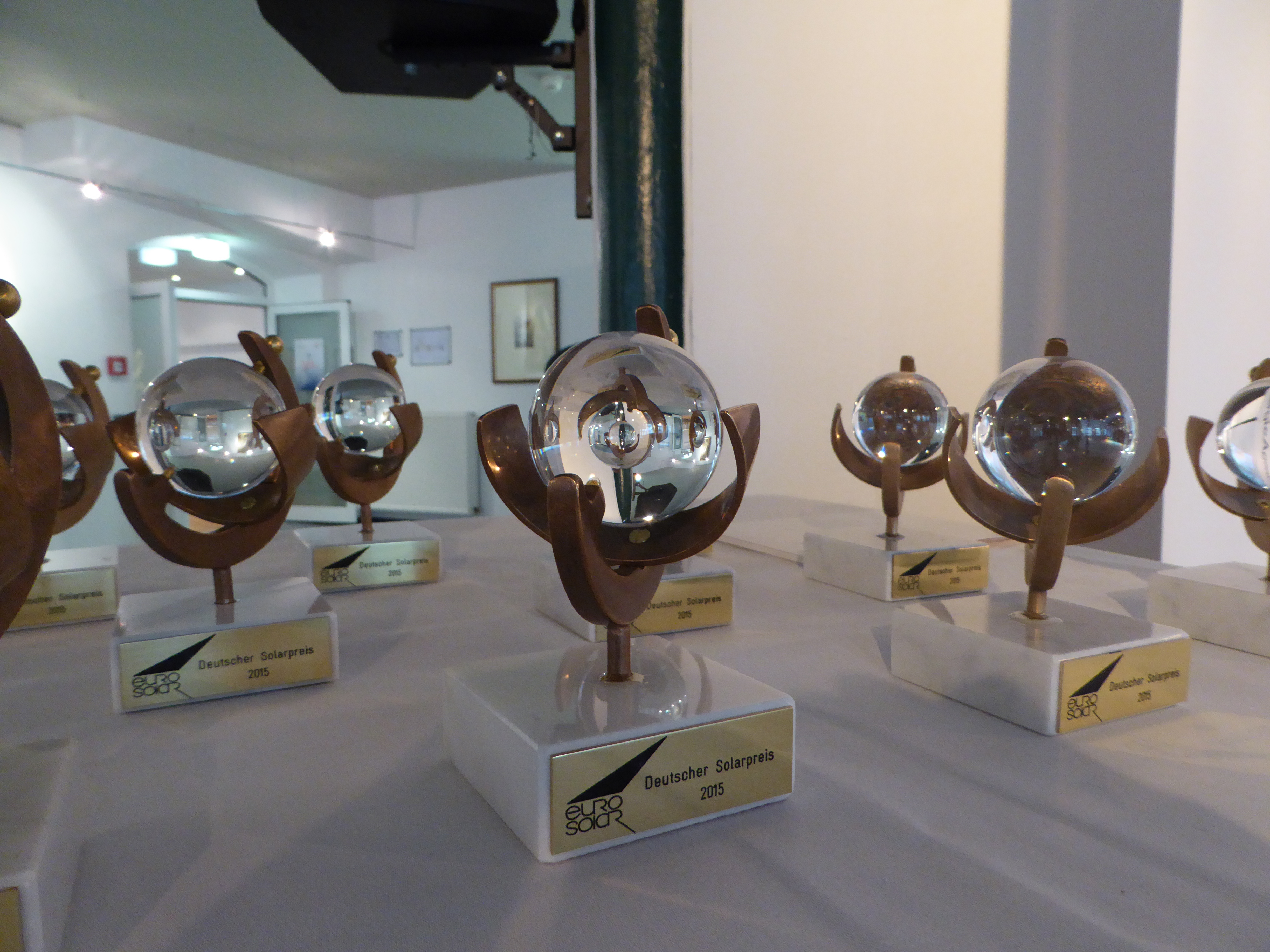
Deutscher Solarpreis 2015

Seit 1994 vergibt der Verein jährlich den Deutschen und den Europäischen Solarpreis für besonders förderwürdige Projekte im Bereich erneuerbarer Energien. Daneben werden auch nationale Wettbewerbe in Deutschland, Österreich, der Schweiz, Dänemark, Spanien und Luxemburg ausgeschrieben. Dabei gibt es jeweils folgende Preiskategorien:
- Städte und Gemeinden oder Stadtwerke
- Industrielle, kommerzielle oder landwirtschaftliche Betriebe/Unternehmen
- Lokale oder regionale Vereine als Förderer von Projekten für Erneuerbare Energien
- Solares Bauen
- Medienpreis für Journalisten, Autoren oder ein Medium für Berichte zu Erneuerbaren Energien
- Transportsysteme mit Erneuerbaren Energien
- Bildung und Ausbildung
- Sonderpreis für besonderes persönliches Engagement[15]
  - 2004, Michaele Hustedt[16]
  - 2005, Wolf von Fabeck[17]
  - 2011, Dieter Attig
  - 2012, Ernst Schrimpff
  - 2013, Erhard Renz
  - 2014, Jürgen Döschner
  - 2015, Martha Lux-Steiner
  - 2016, Claudia Kemfert
  - 2017, Umweltgruppe Elbvororte
  - 2018, Aribert Peters
  - 2019, Carl-A. Fechner
  - 2020, Volker Quaschning
  - 2021, Luisa Neubauer
  - 2022, Peter Becker
  - 2023, Johannes Lackmann[18]
  - 2024, Susanne Jung[19]

Zusätzlich werden jährlich sogenannte Plaketten-Preisträger des Deutschen Solarpreises vorgestellt. Bei den in der Kategorie Eigentümer oder Betreiber von Anlagen zur Nutzung erneuerbarer Energien ausgezeichneten Projekten handelt es sich um unter energetischen Gesichtspunkten herausragende Gebäude. Eurosolar möchte damit besonders Passiv- und Plusenergiehäuser würdigen.